# Romeo y Julieta (Berlioz)

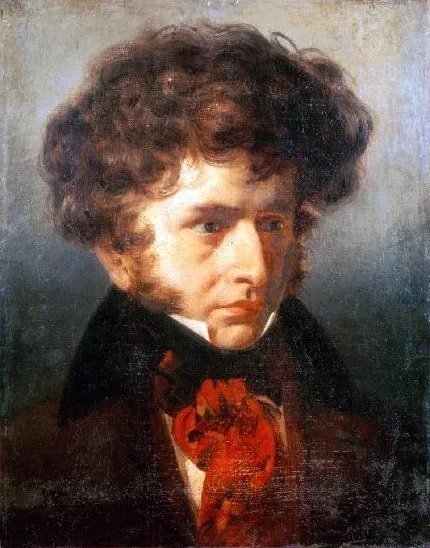
Berlioz en 1832.

Roméo et Juliette, Op. 17 y H. 79 (en español, Romeo y Julieta) es la tercera sinfonía compuesta por Hector Berlioz en 1839. Se trata de una symphonie dramatique, una sinfonía coral para solistas, coro y orquesta a gran escala. El libreto fue escrito por Émile Deschamps basado en la obra homónima de William Shakespeare.

## Historia

### Contexto
Esta sinfonía fue posible gracias a la entrega de la generosa suma de 20.000 francos por Niccolò Paganini. Después de escuchar una interpretación de Harold en Italia, el gran virtuoso lo saludó públicamente a Berlioz como el heredero de Beethoven. El compositor galo pudo cancelar deudas con una parte de ese dinero y utilizó el resto para centrarse en el trabajo sobre “una obra realmente importante”, sin necesidad de ocupar su tiempo con otras obligaciones como crítico.

### Composición

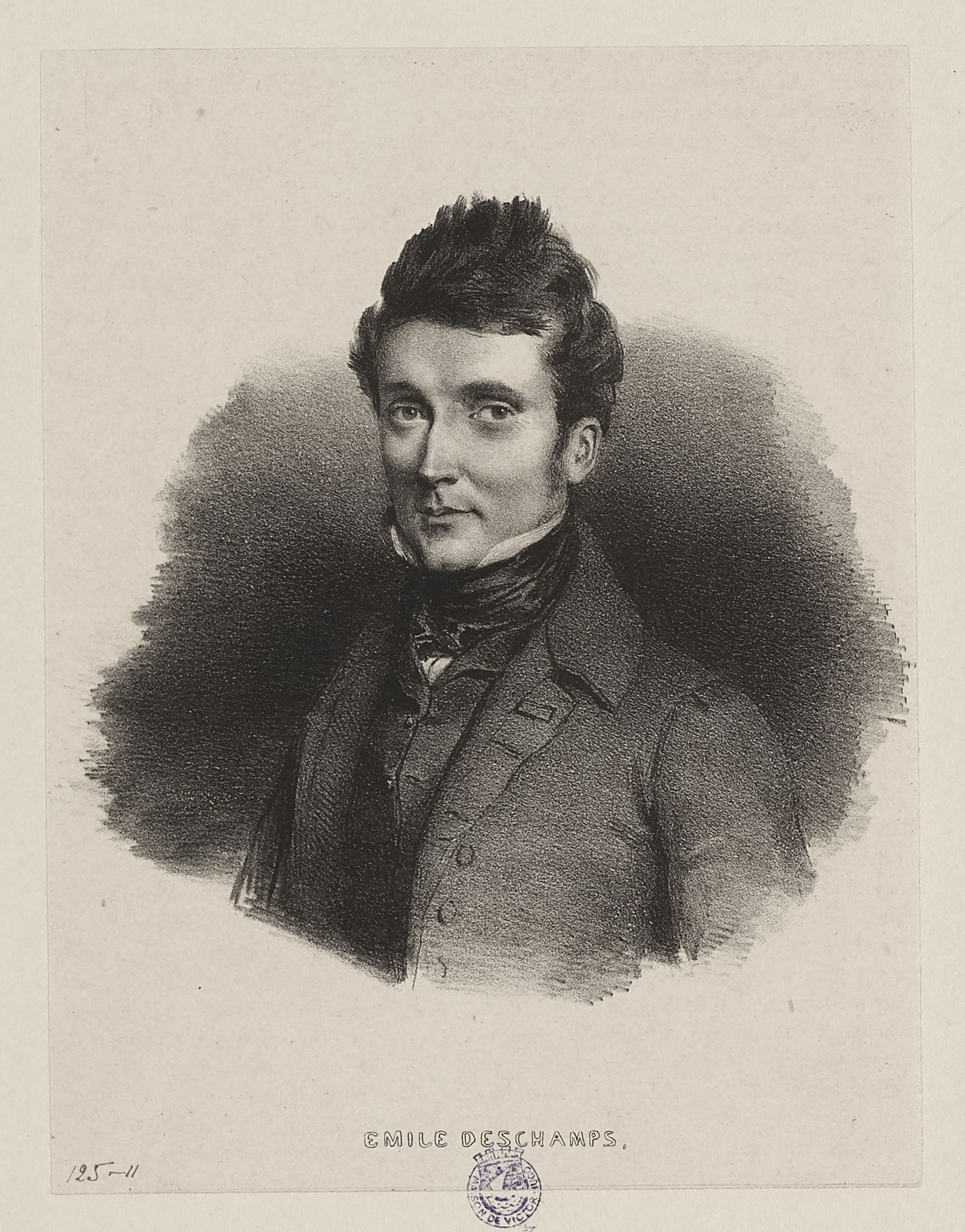
Émile Deschamps, libretista de la obra.

La composición se completó el 8 de septiembre de 1839. La inspiración surgió en 1827 cuando Berlioz asistió a las representaciones de Hamlet y de Romeo y Julieta de la compañía inglesa de William Abbott en el Teatro del Odéon en París. En sus Memorias Berlioz describe el impacto causado por la obra de Shakespeare y la interpretación de la actriz anglo-irlandesa Harriet Smithson, su musa inspiradora en la Sinfonía fantástica, y con quién acabó casándose en 1833. Según Émile Deschamps, el libretista de la obra, ambos trabajaron en un plan para la sinfonía poco tiempo después de la función del Odeón de 1827, pero su trabajo fue interrumpido por otras composiciones, así como por su partida a Italia tras ganar el Premio de Roma. 
El libreto es una adaptación de Romeo y Julieta de William Shakespeare. Pero contiene cambios significativos como la desaparición del personaje de la nodriza y la expansión de la breve mención de Shakespeare de la reconciliación de las dos familias, en un importante Finale vocal. 
Esta es la última pieza que Berlioz completó en la década de 1830, la más fecunda de su carrera. La Sinfonía fantástica y el Prix de Rome, ambos de 1830, consolidaron su reputación en París, y los años siguientes vieron una sucesión de trabajos originales y maduros, como Harold en Italia (1834), el Requiem (1837) y Benvenuto Cellini (1834-1838), culminando en esta nueva obra.

### Estreno y publicación

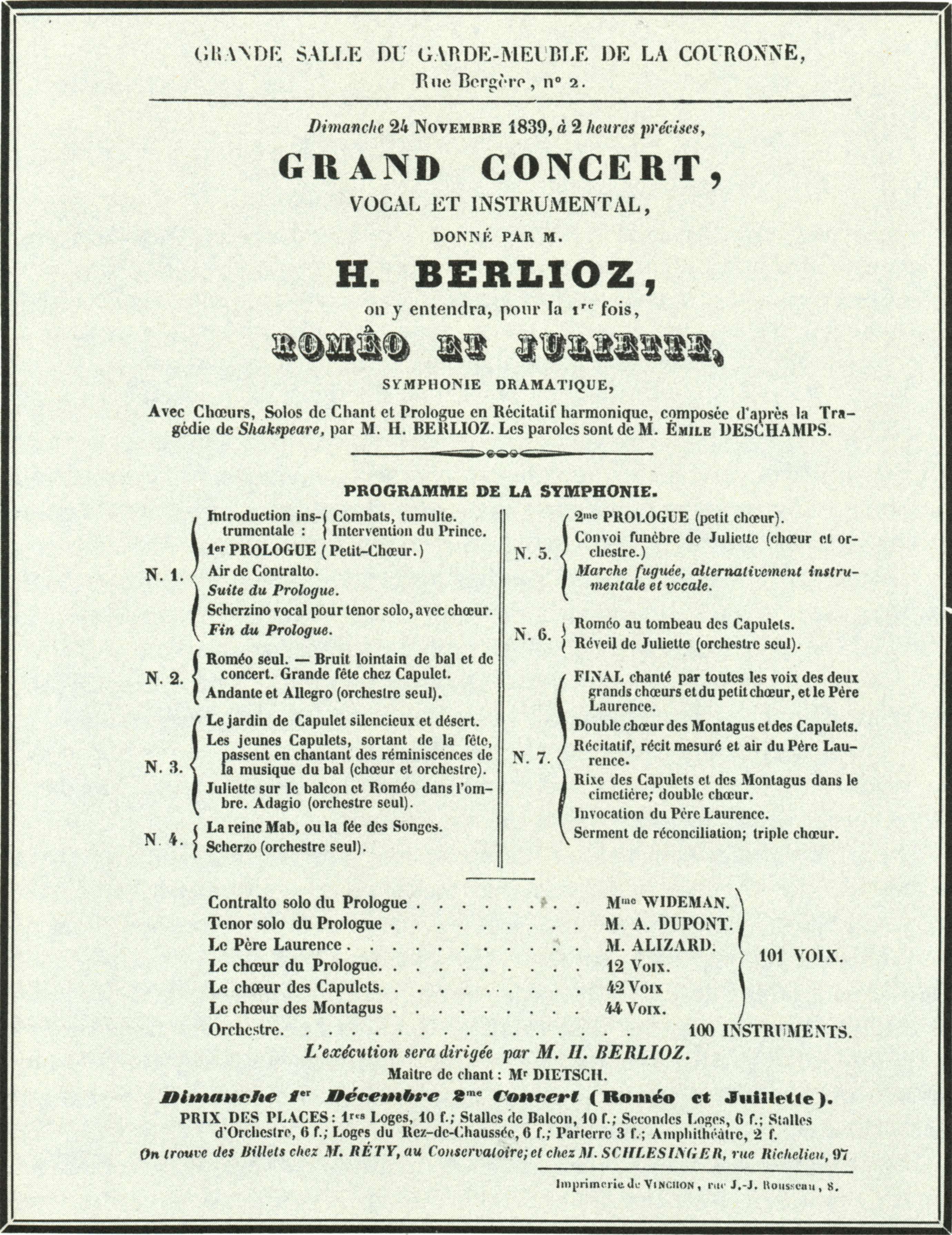
Folleto del estreno.

El estreno se celebró en tres conciertos el 24 de noviembre de 1839, el 1 y el 15 de diciembre de 1839 en el Conservatorio de París bajo la dirección del propio compositor. El público estaba integrado por muchos de los intelectuales parisinos, entre los que se encontraba Richard Wagner. Si bien la reacción inicial ante esta obra fue dispar, como podría esperarse de una obra tan innovadora, estas tres funciones fueron luego reconocidas como un verdadero triunfo de Berlioz. Posteriormente, el compositor realizó varias revisiones siguiendo recomendaciones de asesores y amigos, que fueron publicadas en 1847.
La primera edición parcial de la pieza fue llevada a cabo en 1839 por la editorial Ad. Catelin & Cie. en París que publicó una selección de fragmentos de la pieza en forma de arreglo para piano. En 1847 la editorial Brandus et Cie. en París que publicó tanto la partitura orquestal completa como las partes.

## Instrumentación
La partitura está escrita para una gran orquesta formada por:
- Viento madera: 1 flautín, 2 flautas, 2 oboes (el segundo doblando al corno inglés), 2 clarinetes, 4 fagotes.
- Viento metal: 4 trompas, 2 trompetas, 2 cornetas, 3 trombones, 1 ophicleide o tuba bajo.
- Percusión: 2 pares de timbales (para dos intérpretes), bombo, platillos, 2 triángulos, 2 panderetas, crótalos (para cuatro intérpretes).
- Cuerda: 2 arpas y una sección de cuerdas con 15 violines I, 15 violines II, 10 violas, 11 violonchelos y 9 contrabajos.
- Voces: voces solistas de contralto, tenor y bajo; coro mixto (SATB).

La voz de contralto representa al personaje de Julieta, la de tenor a Romeo y la de bajo a Fray Lorenzo. El coro se divide en un pequeño coro formado por doce voces (ATB) que interviene en el prólogo y dos grandes coros (STB) formados por 42 voces para representar a los Capuleto y 44 voces para los Montesco.

## Estructura y análisis
La sinfonía consta de siete movimientos organizados en tres partes:
Parte I
1. Introduction. Combats – Tumulte – Intervention du Prince (199 compases); Allegro fugato, en si menor 2
2
Prologue. D’anciennes haines endormies (98 cc); Moderato 4
4
Strophes. Premiers transports (48 cc); Andante, en sol mayor 6
8
Scherzetto. Mab la messagère (10 + 116 + 17 cc); Allegro, en fa mayor 2
4
Parte II
2. Roméo seul. Tristesse – Bruits lontains de concert et bal – Grande Fête chez Capulet (414 cc); Andante malinconico e sostenuto, fa mayor 4
4
3. Scène d’amour. Nuit sereine. Le Jardin de Capulet, silencieux et désert (389 cc); Allegretto, en la mayor 6
8
Les jeunes Capulets, sortant de la fête, passent en chantant des réminiscences de la musique du bal – Scène d’amour; Adagio, en la mayor 6
8
4. Scherzo. La reine Mab, ou la fée des songes (769 cc); Prestissimo, en re menor 3
8
Parte III
5. Convoi funèbre de Juliette (142 cc); Andante non troppo, en mi menor – mi mayor 4
4
6. Roméo au tombeau des Capulets (227 cc); Allegro agitato e disperato, con moto, en mi menor 2
2
Invocation; Largo, en mi menor 12
8
Réveil de Juliette; L'intesso tempo, en mi mayor 6
8
Joie délirante, désespoir, dernières angoisses et mort de deux amants; Allegro vivace ed appassionato assai, en la mayor
7. Finale. La foule accourt au cimetière
Rixe des Capulets et des Montagus. Quoi! Roméo de retour! (135 cc); Allegro, en la menor 2
2
Récitatif et Air du Père Laurence. Mais vous avez repris la guerre de famille! (234 cc); Allegro non troppo, en mi bemol mayor 4
4
Serment de réconciliation. Jurez donc par l’auguste symbole (88 cc); Andante un poco maestoso, en si mayor 9
8
La interpretación de esta obra dura aproximadamente entre 90 y 95 minutos. A pesar de su duración y su orquestación, no se trata en absoluto de una ópera. El compositor tiende a musicalizar el ambiente de cada escena más que a fijar los detalles. A veces hace hincapié en episodios menores, sobre todo el famoso Scherzo "Reina Mab", e interpola escenas que no se encuentran en la obra teatral original. Berlioz concibió él mismo el texto y encargó a Emile Deschamps que lo pusiera en verso. Se percibe una evidente influencia de Beethoven. De la Sinfonía Pastoral Berlioz aprendió la flexibilidad respecto del número de movimientos, así como la noción de música programática apreciando cómo la música puede ser descriptiva. De la Sinfonía n.º 9 tomó la idea de incorporar el coro y voces solistas, recurso muy efectivo en el Finale. El recitativo de la apertura del Finale de la Novena de Beethoven inspiró el recitativo a cargo de los trombones del movimiento inicial.

### Parte I

#### 1.Introduction
La Parte I contiene únicamente el primer movimiento que consta de una introducción seguida de otras tres secciones:
- "Introduction. Combats – Tumulte – Intervention du Prince" ("Introducción. Combates – Tumulto – Intervención del príncipe"). Lleva las indicaciones de tempo Allegro fugato, está escrito en la tonalidad de si menor y en compás alla breve. Se abre con un rápido pasaje fugado que empieza en las violas y se extiende por toda la orquesta. Así evoca las peleas entre los Capuleto y los Montesco por las calles de Verona. Este pasaje sirve como base para el recitativo instrumental a cargo de trombones y trompas, que representa la intervención del príncipe intentando poner fin a estos combates.
- "Prologue. D’anciennes haines endormies" ("Prólogo. Antiguos odios dormidos"). Empieza con un recitativo coral en el que la contralto solista describe brevemente el conflicto entre las familias hasta la llegada de Romeo al balcón de Julieta. Ofrece una sinopsis del programa de la sinfonía, es decir, el argumento que será desarrollado en los siguientes movimientos. Además se escuchan adelantos de los temas musicales que se desarrollarán más adelante, a saber: la fiesta en casa de los Capuleto, el coro de los Capuleto y la escena de amor. El coro declama en general al unísono, con algunos pasajes armonizados y acotaciones de la orquesta.
- "Strophes. Premiers transports" ("Estrofas. Primeros transportes"). La contralto describe el éxtasis de los amantes, acompañada por el arpa, las maderas y, finalmente, los violonchelos. Berlioz lo tituló “Strophes” haciendo referencia a una forma musical tomada de la ópera cómica. Consta de dos estrofas, la primera con acompañamiento del arpa, al que se le agrega en la segunda los violonchelos, y es una exaltación poética del amor y del arte de Shakespeare para expresarlo.
- "Scherzetto. Mab la messagère" ("Scherzetto. Mab la mensajera"). Mercutio, el tenor solista y el coro se burlan de Romeo por su enamoramiento. El tenor, acompañado por flauta, flautín, violas y violonchelos, entona un Scherzetto sobre el monólogo de Mercutio de la Reina Mab, que anticipa el tema del cuarto movimiento. En el cierre el coro predice la trágica muerte de Romeo y Julieta, así como la reconciliación final de las dos familias, presagiando el canto fúnebre del quinto movimiento.

### Parte II
La Parte II consta de tres movimientos y es ampliamente interpretada en conciertos y en grabaciones.

#### 2.Roméo seul
El segundo movimiento se titula "Roméo seul. Tristesse – Bruits lontains de concert et bal – Grande Fête chez Capulet" ("Romeo solo. Tristeza – Ruidos de concierto y baile – Gran fiesta en casa de los Capuleto"). Presenta dos secciones bien diferenciadas:
- La primera sección lenta representa el estado de soledad, melancolía y anhelo erótico de Romeo mediante una frase cromática en un solo de los violines. Luego es transformado y ampliado diatónicamente en una melodía muy expresiva del oboe, que denota la inocencia de Julieta, mientras a lo lejos se escuchan los ecos del baile en la percusión.
- La segunda sección ilustra la brillante escena del baile en la casa de los Capuletos que culmina en un magnífico tutti orquestal, en el que se enlaza el mencionado tema del oboe en los metales. De esta manera se distinguen dos planos musicales, que nos induce a imaginar a Romeo con su máscara, rodeado de un remolino de gente bailando, pero con su mirada atraída por la imagen de Julieta. El oboe, con la ayuda del clarinete, ocupa un lugar destacado en esta música apasionada sobre una inquieta línea de bajo, que compite con la música de baile a ritmo de vals.

#### 3.Scène d'amour
El tercer movimiento se titula "Nuit sereine. Le Jardin de Capulet, silencieux et désert" ("Noche serena. El jardín de los Capuleto, silencioso y desierto") y presenta dos secciones:
- "Les jeunes Capulets, sortant de la fête, passent en chantant des réminiscences de la musique du bal" ("Los jóvenes Capuleto, salen de la fiesta, pasan cantando reminiscencias de la música del baile"). Es una breve intervención inicial del coro que representa el final del festín de los Capuleto en una noche apacible y la gente retirándose de la fiesta.
- "Scène d’amour" ("Escena de amor"). La siguiente sección es larga, puramente instrumental y está escrita en una forma libre. Se corresponde con la escena del balcón del acto II de la obra original de Shakespeare. A lo largo de esta escena es posible identificar dos planos musicales, uno a cargo de los violonchelos y trompas que representa a Romeo y otro con las maderas que representa a Julieta. El tema de amor emerge como una fusión de ambos. Su aparición constituye uno de los momentos más apasionados e inspirados de la pieza, donde el maestro francés despliega todo su espíritu romántico. Al respecto, Berlioz escribió en sus Memorias “para describir un amor tan sublime, es necesario contar con una libertad que la palabra cantada no puede dar, y en su lugar el idioma instrumental es un lenguaje más rico, más variado y menos limitado y, por su aliteralidad, infinitamente más poderoso."

#### 4.Scherzo. La reine Mab
El cuarto movimiento se titula "Scherzo. La reine Mab, ou la fée des songes" ("Scherzo. La reina Mab, o el hada de los sueños"). Conforme a la descripción de Mercutio, la reina Mab es un hada, una criatura en miniatura que conduce su carro por el cuerpo de las personas estimulándolas a soñar. Berlioz describe musicalmente a la diminuta hada en su andar nocturno, a través de un delicado Scherzo cuya dinámica rara vez se eleva por encima del nivel de piano y está brillante e imaginativamente orquestado. Se trata de un movimiento puramente orquestal con un carácter brioso y mendelssohniano. Cumple la función que tiene el Scherzo en una sinfonía convencional y presenta la habitual forma ternaria A–B–A. La primera parte comprende un tema seguido de variadas repeticiones. La sección central de trío introduce un contraste tanto en la métrica como en la tonalidad antes de volver al tema inicial.

### Parte III
La Parte III avanza hasta la trágica conclusión de la obra y está formada por los tres últimos movimientos. Inicialmente contaba con un segundo Prólogo, que fue omitido tras la primera representación.

#### 5.Convoi funèbre de Juliette
El quinto movimiento se titula "Convoi funèbre de Juliette" ("Cortejo fúnebre de Julieta"). Describe el funeral de Julieta y no está basado en la obra original de Shakespeare, sino en la adaptación de Romeo y Julieta de David Garrick, que introdujo cambios como la inclusión de esta escena. Se inicia con una lenta fuga instrumental sobre un tema cromático, con breves intervenciones irregulares del coro entonando un monótono canto fúnebre sobre una única nota que representa el cortejo fúnebre de Julieta. Hacia la mitad de la sección los roles se invierten y el coro entona la fuga mientras la orquesta asume el canto fúnebre.

#### 6.Roméo au tombeau des Capulets
El sexto movimiento se titula "Roméo au tombeau des Capulets" ("Romeo en la tumba de los Capuleto"). La intensidad de la música de Berlioz permite imaginar la secuencia de eventos que se relatan aquí. Un pasaje lleno de agitación expone la frenética llegada de Romeo, que irrumpe en la tumba de los Capuleto, donde encuentra a Julieta y cree que ella está muerta. Tras un solemne pasaje, una melodía de la trompa representa a Romeo tomando el veneno. La música, con la intervención del oboe, relata el despertar de Julieta y su sorpresa al encontrarse con Romeo. Se suceden desconsolados corales de las maderas y los metales así como recuerdos de la música de oboe de Romeo y del tema de clarinete de Julieta. Unos fríos acordes conducen a una sombría, y a veces convulsa, última escena entre los amantes agonizantes que se abrazan apasionadamente al ritmo de la música de la escena de amor. Romeo muere y Julieta se quita la vida. Hay un patético eco final a cargo del oboe, entonando la frase cromática del inicio del segundo movimiento. El encuentro de los amantes antes de morir es otro de los cambios de la adaptación de David Garrick incluido aquí por Berlioz.

#### 7.Finale
El séptimo y último movimiento se titula "Finale. La foule accourt au cimetière" ("Finale. La multitud acude al cementerio"). Presenta tres secciones:
- "Rixe des Capulets et des Montagus. Quoi! Roméo de retour!" ("Furia de Capuletos y Montescos. ¡Que vuelva Romeo!").  La multitud llega a la tumba de los Capuleto y se encuentra con el trágico espectáculo de los jóvenes amantes muertos. El coro reaparece, para comentar la acción como en el prólogo, pero esta vez representa a las familias de los Capuleto y los Montesco.
- "Récitatif et Air du Père Laurence. Mais vous avez repris la guerre de famille!" ("Recitativo y Aria de Fray Lorenzo. ¡Pero habéis retomado la guerra familiar!"). Ambas familias se enteran de toda la verdad a través de Fray Lorenzo, que en la voz del bajo solista relata lo sucedido en el aria “Pauvres enfants que je pleure” ("Pobres muchachos que yo lloro"). Tras esto ambas familias se enfrentan a través de una fuga coral basada en el comienzo del movimiento inicial. Fray Lorenzo interrumpe el enfrentamiento con el grito “Silence, malheureux” ("Silencio, desgraciado") e insta a ambas familias a la reconciliación frente a la tragedia ocurrida.
- "Serment de réconciliation. Jurez donc par l’auguste symbole" ("Juramento de reconciliación. Jurad, pues, por el augusto símbolo"). En la brillante conclusión ambas familias horrorizadas, se esfuerzan por reconciliarse. Todos sellan el juramento de reconciliación y deciden dejar de lado por siempre sus antiguas disputas. Esta reconciliación se produce al final de la obra de Shakespeare, pero en esta sinfonía ocupa un espacio mucho más relevante, de tal forma que la obra culmina con un mensaje positivo y esperanzador, análogo al del final de la Novena Sinfonía de Beethoven.

## Recepción de la obra
Esta sinfonía ha ejercido una significativa influencia en Richard Wagner, quien asistió al estreno de la obra y quedó muy impresionado con ella. Esta obra puede considerarse una influencia importante en Tristán e Isolda, y es posible apreciar la relación entre los primeros compases de dicha ópera y el comienzo del segundo movimiento.
Berlioz tuvo una predilección especial por esta obra, haciendo referencia a ella en sus memorias como “el drama supremo de mi vida”. Un movimiento en particular fue su favorito: “Si ahora (1858) me preguntan cuál es mi pieza favorita, mi respuesta será que comparto la visión de muchos artistas: yo prefiero el Adagio (Scène d'amour) de Romeo y Julieta”.

## Discografía selecta
Esta pieza ha sido grabada en numerosas ocasiones:
Completa
- 1993 – Olga Borodina, Thomas Moser, Alastair Miles, Colin Davis, Orquesta Filarmónica de Viena, Coro de la Radio de Baviera (Philips).
- 1998 – Jessye Norman, John Aler, Simon Estes, Riccardo Muti, Coro Westminster, Orquesta de Filadelfia, Orquesta Philharmonia (EMI).
- 1998 – Catherine Robbin, Jean-Paul Fouchécourt, Gilles Cachemaille, John Eliot Gardiner, Coro Monteverdi, Orquesta de la Revolucionaria y Romántica (Philips/PolyGram).
- 1998 – Nicola Moscona, Gladys Swarthout, Arturo Toscanini, Orquesta Sinfónica de la NBC (RCA).
- 2000 – Daniela Barcellona, Orlin Anastassov, Kenneth Tarver, Colin Davis, Orquesta Sinfónica de Londres (LSO Live LSO0003).
- 2001 – Regina Resnik, André Turp, David Ward, Pierre Monteux, René Leibowitz, Sinfónica de Londres, Orquesta de la Ópera de Viena (DG/Westminster).
- 2003 – Denis Sedov, Melanie Diener, Kenneth Tarver, Pierre Boulez, Orquesta de Cleveland (DG).
- 2003 – Rosalind Elias, Charles Munch, Coro del Conservatorio de Nueva Inglaterra, Orquesta Sinfónica de Boston (RCA).

Extractos
- 1956 – André Cluytens, Orquesta del Teatro Nacional de la Ópera (Testament SBT1234).
- 1957 – Lorin Maazel, Orquesta Filarmónica de Berlín (DG).
- 1963 – Jennie Tourel, Stuart Burrows, Leonard Bernstein, Orquesta Filarmónica de Nueva York (Sony).
- 1969 – Victoria de los Ángeles, Nicolai Gedda, Carlo Maria Giulini, Orquesta Sinfónica de Chicago (EMI/Angel).
- 1994 – Frank Almond, Yoav Talmi, Coro y Orquesta Sinfónica de San Diego (Naxos 8.553195).
- 2007 – Charles Munch, Coro y Orquesta Nacional de la RTF (Cascavelle).

DVD
- 2006 – Hanna Schwarz, Philip Langridge, Peter Meven, Colin Davis, Coro y Orquesta Sinfónica de la Radio de Baviera (Arthaus Musik 102017).